# Prințesa Marie Bonaparte
Prințesa Marie Bonaparte (n. 2 iulie 1882, Saint-Cloud, Île-de-France, Franța – d. 21 septembrie 1962, Gassin, Provence-Côte d'Azur-Corse⁠(d), Franța) a fost autor și psihanalist francez, foarte apropiată de Sigmund Freud. Averea ei a contribuit la popularitatea psihanalizei și a permis evadarea lui Freud din Germania nazistă.

## Biografie
A fost fiica Prințului Roland Bonaparte (1858-1924) și a Mariei Félix Blanc (1859–1882). Bunicul patern a fost Pierre Napoleon Bonaparte, fiu al lui Lucien Bonaparte, care era unul dintre frații mai mici ai lui Napoleon I. Bunicul matern a fost François Blanc, principalul dezvoltator imobiliar din Monte Carlo. De la această parte a familiei ei, Marie a moștenit marea ei avere.
S-a născut la Saint-Cloud, un oraș în Hauts-de-Seine, Île-de-France. Mama ei a murit la patru săptămâni după ce a născut-o pe Marie. Cea din urmă și-a petrecut copilăria la conacul familiei de la Saint-Cloud, în singurătate. La 16 ani a avut o pasiune pentru secretarul tatălui ei, un corsican cu ochi albaștri pe nume Antoine Leandri. Acesta s-a dovedit a fi un șantajist, Marie fiind afectată de întâmplarea dată toată viața.
La 22 noiembrie 1907 s-a căsătorit cu Prințul George al Greciei și Danemarcei, al doilea fiu al regelui George I al Greciei. Cuplul a avut doi copii: 
- Petru al Greciei (1908–1980), care s-a căsătorit morganatic cu o femeie divorțată de origine rusă Irina Alexandrovna Ovtchinnikova (1900-1990). Nu a avut moștenitori.
- Eugénie a Greciei (1910–1989) care s-a căsătorit cu prințul Dominique Radziwill (1911-1976); cuplul a divorțat în 1948 iar Eugénie s-a recăsătorit anul următor cu Raymond von Thurn und Taxis (1907-1986) de care a divorțat în 1965. Eugénie a avut doi copii cu primul soț și un copil cu al doilea soț.

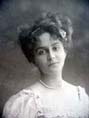
Marie Bonaparte

Toată viața, Marie a avut nevoie de asigurări cu privire la fizicul ei și la puterea de seducție. Și-a făcut mai multe operații estetice la nas și la sâni. În preajma Primului Război Mondial a invitat la ea acasă artiști, scriitori și oameni politici. A avut pe ascuns legături efemere. A avut o legătură cu șambelanul soțului ei, apoi în timpul războiului din Balcani, a acordat primul ajutor răniților greci și a devenit amanta unui tânăr chirurg elvețian, Albert Reverdin.
Cel mai celebru amant al prințesei a fost Aristide Briand. După ce l-a cunoscut, prințesa a devenit republicană, s-a declarat atee, a început să frecventeze întruniri socialiste și să îl citească pe Lenin. La 22 decembrie 1922 a început o îndelungată legătură cu un medic, soțul celei mai bune prietene.
A fost model pentru sculptorul român Constantin Brâncuși. Sculptura care o reprezintă, „Principesa X”, a creat un scandal în 1919, când el a reprezentat-o sau caricaturizat-o ca un mare falus din bronz strălucitor. Acest falus simboliza obsesia modelului pentru penis și căutarea ei pe tot parcursul vieții pentru a atinge orgasmul vaginal. Sigmund Freud, tatăl psihanalizei, a condamnat orgasmul prin stimularea clitorisului și a lăudat orgasm vaginal cu un penis ca fiind superior. Condamnarea sa a avut ecou în moravurile sociale ale epocii sale, care a condamnat masturbarea fiind nocivă atât din punct de vedere moral cât și cauză de tulburări mintale.
Marie a încercat să-și vindece fridigitatea supunându-se la două operații ginecologice efectuate la Viena care constau în apropierea clitorisului de meatul uretal în scopul de a favoriza plăcerea. În aprilie 1924, prințesa, sub pseudonimul A.-E. Narjani, a scris în revista Bruxelles médicale un articol în care cere dreptul femeilor la satisfacție sexuală.
Prin intermediul doctorului René Laforgue, unul dintre primii discipoli din Franța ai medicului vienez Sigmund Freud, a luat legătura cu „părintele psihanalizei”. În 1926 a părăsit Austria și la 4 noiembrie 1926 a devenit cofondatoarea Societății de Psihanaliză din Paris căreia îi oferă un sediu pe bulevardul Saiunt-Jacques. A înființat publicația Revue francaise de psychanalyse pe care a finanțat-o din resurse proprii.
În 1938 l-a ajută pe Freud să emigreze împreună cu familia în Anglia.
A murit de leucemie la o clinică din Saint-Tropez la vârsta de 80 de ani; a fost arsă la crematoriu la Marsilia iar cenușa a fost îngropată în mormântul Prințului George, la Tatoï.